# Kraftwerk Langerlo
Das Kraftwerk Langerlo (niederländisch elektriciteitscentrale Langerlo) hat seinen Standort in Genk am Nordufer des Albertkanals in Höhe der Schleuse Genk auf der Westseite des Hafens im Genker Stadtteil Langerlo. Errichtet wurde es in den 1970er Jahren durch den damaligen Betreiber Ebes, einem Vorgängerbetrieb von Electrabel. Dabei wurden zunächst zwei Turbinen mit jeweils 235 MW errichtet.
Zunächst wurde das Kraftwerk 1976 mit Heizöl in Betrieb genommen, um dann, nach der Schließung der örtlichen Bergwerke, ab 1986 mit Importkohle betrieben zu werden.
Um 1999 wurde die Rauchgasreinigung erweitert. Es wurden zudem zwei Gasturbinen von jeweils 43 MW errichtet, deren Abwärme das Speisewasser der Hauptkessel vorwärmt. Zudem wurde die Möglichkeit geschaffen, Biomasse zu verfeuern.
Ein Tausch von Kraftwerksleistungen zwischen Electrabel und E.ON brachte das Kraftwerk Langerlo Mitte 2009 in deren Besitz.
Anfang Januar 2016 wurde das Kraftwerk von German Pellets übernommen.
Die beabsichtigte Umstellung auf einen reinen Betrieb mit Biomasse soll trotz der Insolvenz von German Pellets Mitte Februar weiter betrieben werden: Ende März 2016 lief die Umweltlizenz für das Steinkohlekraftwerk aus.
Ein Teil der Abwärme wird seit 1980 durch eine Fischzucht genutzt.
Das Kraftwerk wurde im April 2017 stillgelegt und wird seitdem abgerissen.